# Sabanejewia caucasica
Sabanejewia caucasica es una especie de pez de la familia Cobitidae en el orden de los Cypriniformes.

## Morfología
• Los machos pueden llegar alcanzar los 10,5 cm de longitud total.

## Hábitat
Vive en zonas de clima templado.

## Distribución geográfica
Se encuentra en Eurasia.